# Un año y un día
Un año y un día es una película independiente española de drama romántico de 2025, escrita y dirigida por Alejandro San Martín en su ópera prima. Está protagonizada por Luis Fernández, Nicole Wallace y Nadia de Santiago. Se estrenó en el Festival de Málaga el 17 de marzo de 2025, y luego se estrenó en cines españoles el 21 de marzo de 2025, con distribución de Con Un Pack Distribución y A Contracorriente Films.

## Reparto
- Luis Fernández como Hugo
- Nicole Wallace como Nerea
- Nadia de Santiago como Sara
- Carlos Iglesias
- Víctor Elías
- Fanny Gautier como Alicia
- Antonio Gil como el padre de Hugo
- Paula Iglesias como Ana
- Cosette Silguero como Laura

## Producción
A finales de mayo de 2023, se anunció que el rodaje de la película 366, la cual estaba dirigida por Alejandro San Martín, había concluido. Luis Fernández, Nicole Wallace y Nadia de Santiago fueron confirmados como los actores protagonistas. Las canciones originales de la película fueron interpretadas por Wallace y compuestas por el actor Víctor Elías, quien también forma parte de su reparto; Elías también compuso la banda sonora junto a Jaime Vaquero. En algún punto de la producción, el título de la película cambió de 366 a Un año y un día.

## Lanzamiento y marketing
En febrero de 2025, Con Un Pack Distribución y A Contracorriente Films sacaron el tráiler de Un año y un día y programaron su estreno en cines españoles para el 21 de marzo de 2025. A finales de ese mes, se anunció que la película tendría su estreno mundial en el Festival de Málaga el 17 de marzo de 2025.